# Kithairon
Kithairon är en skogbevuxen bergsrygg i Grekland, som utgör landskapet Beotiens sydgräns mot Attika och Megaris.
Kithariron omnämns ofta i den grekiska mytologin, särskilt som ett centrum för Dionysoskulten.